# تام دوود
تام دوود (انگلیسی: Tom Dowd؛ زاده ۲۰ اکتبر ۱۹۲۵ درگذشته ۲۷ اکتبر ۲۰۰۲) یک تهیه‌کننده موسیقی اهل ایالات متحده آمریکا بود.